# Guy Tchingoma
Guy Tchingoma (Pointe-Noire, Congo, 3 de enero de 1986 - Libreville, Gabón, 9 de febrero de 2008) fue un futbolista nacionalizado gabonés. Jugaba como volante y su equipo era el FC 105 Libreville.

## Selección nacional
Fue internacional con la Selección de fútbol de Gabón el 8 de septiembre de 2007 en un partido contra Costa de Marfil, correspondiente a la clasificación para la Copa Africana de Naciones de 2008.

## Muerte
Su muerte ocurrió el 9 de febrero de 2008, durante un partido de su equipo frente al USM Libreville, tras chocar con un jugador del rival.